# Iva Domingues
Iva Pamela de Lima Domingues, mais conhecida como Iva Domingues (Braga, São João do Souto, 23 de setembro de 1976), é uma jornalista e apresentadora de rádio e televisão portuguesa.

## Biografia
Tem uma filha, Carolina, nascida a 23 de Setembro, com o jornalista Pedro Mourinho.
Teve um relacionamento longo com o ator Ângelo Rodrigues.
Em 2014 fundou, juntamente com Rita Ferro Rodrigues, a associação feminista Capazes.

## Carreira
Em 1997 fez na SIC um trabalho no âmbito do curso. Licenciou-se em Comunicação Social pelo Instituto de Ciências Sociais da Universidade do Minho em 1999 e, posteriormente, foi convidada por Luís Marques e José Alberto Carvalho para estagiar no canal de Carnaxide, onde esteve sete meses.
Depois foi convidada para a Rádio Comercial, onde começou por trabalhar com a equipa do programa da manhã com a rubrica Prova de Amor.
Mudou depois para a Rádio Nacional para apresentar o programa da manhã, das 7 às 10, onde colaborou com Carlos Ribeiro.
O seu percurso na televisão começou na TVI ao lado de Carlos Ribeiro, na apresentação do programa Cocktail Nacional (2000-2003).
Apresentou os concursos interactivos Quem Quer Ganha e Dá Cá Mais 5, programas interactivos onde os concorrentes estão sujeitos a diversos jogos, entre 2003 e 2008 e entre 2011 e 2012.
Em 2007, foi convidada para apresentar o reality show A Bela e o Mestre com José Pedro Vasconcelos na TVI.
Apresentou também o reality show Novos Aventureiros e, excecionalmente, apresentou o sorteio do EuroMilhões na TVI.
Entre 2010 e 2012, apresentou na TVI o talk-show Depois da Vida, após Júlia Pinheiro ceder-lhe o lugar.
Em 2011, na TVI, apresentou os extras da 2.ª edição do programa Secret Story - Casa dos Segredos. Apresentou a partir de 2011, de forma regular várias emissões do programa Somos Portugal (entre 2011 e 2018 e entre 2020-2021).
Em 2012, à semelhante do ano anterior apresentou os extras do Secret Story - Casa dos Segredos desta vez na sua 3.ª edição e também apresentou os diários da tarde em conjunto com João Mota, vencedor da 2.ª Edição.
No início de 2013, voltou a apresentar os extras da edição especial do Secret Story - Casa dos Segredos.
Em Abril de 2013, apresentou os extras do Big Brother VIP.
Em Julho de 2013 é convidada pela TVI para ser concorrente da primeira edição do programa Dança com as Estrelas, apresentado por Cristina Ferreira.
Apresentou o programa Suite N.º 7 na TVI Ficção com Sílvia Rizzo e Marta Aragão Pinto.
Teve ainda uma participação especial na Festa de Verão da TVI 2014, no Meo Spot de Portimão, como apresentadora.
Entre 2015 e 2018, apresentou o programa das tardes da TVI, A Tarde é Sua, quando a apresentadora principal, Fátima Lopes, estava ausente.
Em agosto de 2017, Iva Domingues deixou Portugal e foi viver em Los Angeles, nos Estados Unidos, onde a apresentadora foi correspondente da TVI, com o projeto "La La Lander" em todo o tipo de cerimónias ligadas às artes. Esteve presente nas galas dos Óscares, Globos de Ouro, Grammys e Emmys.
A 4 de abril de 2019, é anunciado pela própria, nas redes sociais que regressa a Portugal, para integrar o Canal 11, deixando para trás, 19 anos de ligação à TVI. No canal que integrou, deu a cara pelo programa Virar o Jogo.
Em setembro de 2020, a apresentadora regressa à TVI. A 4 de setembro de 2020, é confirmado no Você na TV! com a presença da própria que está de regresso à TVI para reforçar a equipa do "Somos Portugal", programa que apresentou durante cerca de sete anos. Nesta segunda fase, apresentou o programa regularmente entre 2020 e 2021 e esporadicamente em 2023.
No início de 2021, Iva Domingues assumiu a apresentação dos Diários e Extras do "Big Brother - Duplo Impacto", lugares que cedeu posteriormente a Mafalda de Castro e a Alice Alves, respetivamente, uma vez que, a partir de fevereiro de 2021, dá a cara pelo novo programa de informação e entretenimento da TVI, denominado "Esta Manhã", em conjunto com Nuno Eiró, Sara Sousa Pinto, Pedro Carvalhas, Susana Pinto e Rafaela Granado Pereira. Apresentou este programa até março de 2024, altura em que terminou as suas emissões.
Em julho de 2022, apresentou o programa "Goucha", nas ausências de Manuel Luís Goucha. 
Entre janeiro e fevereiro de 2023, apresentou na TVI o talk-show das manhãs de domingo "É da Casa", que teve por objetivo  comemorar os 30 anos do canal, e o programa "Máquina da Verdade", que anteriormente fez parte do programa A Tarde é Sua enquanto rubrica.
Entre março e dezembro de 2024, a apresentadora foi escolhida para apresentar os blocos de sábado e o Extra na ausência de Marta Cardoso dos reality shows: "Big Brother 2024", "Dilema" e "Secret Story - Casa dos Segredos (8.ª edição)". 
Atualmente, apresenta o programa "Em Família" com Idevor Mendonça, nas ausências de Mónica Jardim e emissões especiais da TVI. 

### Televisão
| Ano             | Canal      | Programas                                                | Nota                                                                                               |
| --------------- | ---------- | -------------------------------------------------------- | -------------------------------------------------------------------------------------------------- |
| 2000–2003       | TVI        | Cocktail Nacional                                        | Apresentadora, com Carlos Ribeiro                                                                  |
| 2000–2018       | TVI        | Especiais Aniversário TVI                                | Apresentadora                                                                                      |
| 2002            | TVI        | Big Brother Famosos 1                                    | Apresentadora do "Extra"                                                                           |
| 2002            | TVI        | Big Brother Famosos 2                                    | Apresentadora do "Extra"                                                                           |
| 2003–2008       | TVI        | Quem Quer Ganha                                          | Apresentadora                                                                                      |
| 2006            | TVI        | Novos Aventureiros                                       | Apresentadora, com Manuel Melo                                                                     |
| 2007            | TVI        | A Bela e o Mestre                                        | Apresentadora, com José Pedro Vasconcelos                                                          |
| 2008            | TVI        | Você na TV!                                              | Apresentadora, com Manuel Luís Goucha, na ausência de Cristina Ferreira                            |
| 2009            | TVI24      | Notícias das Estrelas                                    | Apresentadora                                                                                      |
| 2009–2012       | TVI        | Euromilhões                                              | Apresentadora, nas ausências de Mónica Jardim                                                      |
| 2010            | TVI        | Depois da Vida 2                                         | Apresentadora                                                                                      |
| 2010            | TVI        | Depois da Vida 3                                         | Apresentadora                                                                                      |
| 2011            | TVI        | Depois da Vida - Edição Especial ao Vivo                 | Apresentadora                                                                                      |
| 2011            | TVI        | Agora é que Conta                                        | Apresentadora, nas ausências de Leonor Poeiras                                                     |
| 2011            | TVI        | Secret Story - Casa dos Segredos 2                       | Apresentadora do "Extra"                                                                           |
| 2011            | TVI        | Festas de São Mateus em direto de Elvas                  | Apresentadora, com Manuel Luís Goucha                                                              |
| 2011–2012       | TVI        | Dá Cá Mais 5                                             | Apresentadora                                                                                      |
| 2011–2018       | TVI        | Somos Portugal                                           | Apresentadora                                                                                      |
| 2020–2021       | TVI        | Somos Portugal                                           | Apresentadora                                                                                      |
| 2023            | TVI        | Somos Portugal                                           | Apresentadora esporádica                                                                           |
| 2012            | TVI        | Depois da Vida 4                                         | Apresentadora                                                                                      |
| 2012            | TVI        | Secret Story - Casa dos Segredos 3                       | Apresentadora do "Diário da Tarde", com João Mota Apresentadora do "Extra"                         |
| 2013            | TVI        | Secret Story - Casa dos Segredos: Desafio Final 1        | Apresentadora do "Extra"                                                                           |
| 2013            | TVI        | Big Brother VIP                                          | Apresentadora do "Extra"                                                                           |
| 2013            | TVI        | Dança com as Estrelas 1                                  | Concorrente                                                                                        |
| 2013            | + TVI      | Spot +                                                   | Apresentadora                                                                                      |
| 2014            | TVI Ficção | Suite Nº 7                                               | Apresentadora, com Sílvia Rizzo e Marta Aragão Pinto                                               |
| 2014            | TVI        | Festa de Verão TVI                                       | Apresentadora                                                                                      |
| 2015–2018       | TVI        | A Tarde é Sua                                            | Apresentadora, nas ausências de Fátima Lopes                                                       |
| 2016            | TVI        | Juntos, Fazemos a Festa                                  | Apresentadora                                                                                      |
| 2016            | TVI        | #MariaCapaz                                              | Apresentadora                                                                                      |
| 2016            | TVI        | Sábado Especial                                          | Apresentadora, com Marta Cardoso, na ausência de Isabel Silva                                      |
| 2018            | TVI24      | Cinebox                                                  | Repórter                                                                                           |
| 2018            | TVI        | Festa de Verão TVI                                       | Apresentadora                                                                                      |
| 2019            | 11         | Gala Quinas de Ouro                                      | Apresentadora                                                                                      |
| 2019–2020       | 11         | Virar o Jogo                                             | Apresentadora                                                                                      |
| 2020            | TVI        | Portugal na TVI                                          | Apresentadora                                                                                      |
| 2020            | TVI        | Você na TV!                                              | Apresentadora da "Crónica Criminal", em substituição de Manuel Luís Goucha                         |
| 2020            | TVI        | Todos por Todos: Missão Continente                       | Apresentadora                                                                                      |
| 2020            | TVI        | Somos Natal                                              | Apresentadora                                                                                      |
| 2020            | TVI        | Você na TV!                                              | Apresentadora da última emissão, com Manuel Luís Goucha, Cristina Ferreira e Maria Cerqueira Gomes |
| 2021            | TVI        | Em Família - Sozinhos na Casa                            | Participação                                                                                       |
| 2021            | TVI        | Big Brother - Duplo Impacto                              | Apresentadora dos "Diário" e "Extra"                                                               |
| 2021–2024       | TVI        | Esta Manhã                                               | Apresentadora, com Nuno Eiró, Sara Sousa Pinto, Pedro Carvalhas, Susana Pinto e Rafaela Granado    |
| 2021            | TVI        | Parabéns, Portugal                                       | Apresentadora                                                                                      |
| 2021            | TVI        | Festival Bom para Portugal                               | Apresentadora                                                                                      |
| 2021            | TVI        | Joga Portugal                                            | Repórter                                                                                           |
| 2021–2022       | TVI        | Em Família                                               | Apresentadora, com Ruben Rua, nas ausências de Maria Cerqueira Gomes                               |
| 2021            | TVI        | Festa é Festa                                            | Participação Especial                                                                              |
| 2022            | TVI        | TVI ComVida                                              | Apresentadora                                                                                      |
| 2022            | TVI        | Parabéns TVI–29° Aniversário                             | Apresentadora                                                                                      |
| 2022            | TVI        | Goucha                                                   | Apresentadora, nas ausências de Manuel Luís Goucha                                                 |
| 2022/ 2024      | TVI        | Há Festa no Hospital                                     | Apresentadora                                                                                      |
| 2022            | TVI        | Missão Continente - Presentes à Mesa                     | Apresentadora                                                                                      |
| 2023            | TVI        | Máquina da Verdade                                       | Apresentadora                                                                                      |
| 2023            | TVI        | É da Casa                                                | Apresentadora                                                                                      |
| 2023            | TVI        | Conta-me                                                 | Apresentadora de emissão especial                                                                  |
| 2023            | TVI        | Parabéns TVI - 30° Aniversário                           | Apresentadora                                                                                      |
| 2023            | TVI        | Festa de Verão TVI                                       | Apresentadora, em substituição de Mónica Jardim                                                    |
| 2023            | TVI        | Os Turistas - Missão Safari                              | Participação Especial                                                                              |
| 2023            | TVI        | Dois às 10                                               | Apresentadora, com Idevor Mendonça, na ausência de Mafalda de Castro                               |
| 2023            | TVI        | Há Festa no Hospital                                     | Repórter                                                                                           |
| 2024            | TVI        | Passadeira Vermelha da Gala de Aniversário TVI - 31 Anos | Apresentadora, com João Montez e José Lopes                                                        |
| 2024            | TVI        | Parabéns TVI - 31° Aniversário                           | Apresentadora                                                                                      |
| 2024            | TVI        | Big Brother 2024                                         | Apresentadora dos "Última Hora", "Diário" e "Extra Especial" de sábado                             |
| 2024            | TVI        | Big Brother 2024                                         | Apresentadora do "A Festa", com José Lopes                                                         |
| 2024            | TVI        | TVI Lidl Euro Lounge                                     | Apresentadora, com Idevor Mendonça e Rafaela Granado                                               |
| 2024            | TVI        | Dilema                                                   | Apresentadora dos "Última Hora", "Diário" e "Extra Especial" de sábado                             |
| 2024            | TVI        | Dilema                                                   | Apresentadora do "Extra", na ausência de Marta Cardoso                                             |
| 2024            | TVI        | Parada de Estrelas - Passadeira Vermelha                 | Apresentadora, com João Montez                                                                     |
| 2024            | TVI        | Secret Story - Casa dos Segredos (8.ª edição)            | Apresentadora dos "Última Hora", "Diário" e "Extra Especial" de sábado                             |
| 2024            | TVI        | Congela                                                  | Concorrente convidada                                                                              |
| 2024            | TVI        | Dois às 10                                               | Repórter do Wonderland Lisboa                                                                      |
| 2025 - presente | TVI        | Em Família                                               | Apresentadora, com Idevor Mendonça, na ausência de Mónica Jardim                                   |
| 2025            | TVI        | Parabéns TVI - 32.° Aniversário                          | Apresentadora                                                                                      |
| 2025            | TVI        | Passadeira Vermelha da Gala de Aniversário TVI - 32 Anos | Apresentadora, com Mónica Jardim, Rafaela Granado e Idevor Mendonça                                |
| 2025            | TVI        | Em Família                                               | Repórter                                                                                           |
| 2025            | TVI        | Star Park                                                | Concorrente                                                                                        |
| 2025            | TVI        | Apresentação da estreia de "Vai Direto"                  | Repórter                                                                                           |
| 2025            | TVI        | Bike Tour - Pedala Portugal                              | Repórter, com Idevor Mendonça                                                                      |
| 2025            | TVI        | Big Brother Verão                                        | Apresentadora do "Extra", na ausência de Marta Cardoso                                             |
| 2025            | TVI        | Big Brother Verão                                        | Apresentadora dos "Última Hora" e "Diário", na ausência de Nuno Eiró                               |